# الدوري اليوناني لكرة القدم الدرجة الثالثة 2011-12
الدوري اليوناني لكرة القدم الدرجة الثالثة 2011-12 (باليونانية: Β΄ Εθνική ποδοσφαίρου ανδρών 2011-12)‏ هو الموسم 53 من الدوري اليوناني لكرة القدم الدرجة الثالثة ‏. أقيم خلال الفترة 28 أكتوبر 2011 وحتى 23 مايو 2012، وأشرف على تنظيمه الاتحاد الإغريقي لكرة القدم، وكان عدد الأندية المشاركة فيه 18، وفاز فيه Panthrakikos F.C. ‏.